# Simen Agdestein
Simen Agdestein, norveški nogometaš, šahovski velemojster in trener, * 15. maj 1967, Asker, Norveška.
Agdenstein je osvojil sedem norveških šahovskih pokalov. Poleg šaha je tudi aktivno igral nogomet in igral tudi za norveško nogometno reprezentanco.